# Liste der Stolpersteine im Kölner Stadtteil Mauenheim
Die Liste der Stolpersteine im Kölner Stadtteil Mauenheim führt die vom Künstler Gunter Demnig verlegten Stolpersteine im Kölner Stadtteil Mauenheim auf.
Die Liste der Stolpersteine beruht auf den Daten und Recherchen des NS-Dokumentationszentrums der Stadt Köln, zum Teil ergänzt um Informationen und Anmerkungen aus Wikipedia-Artikeln und externen Quellen. Ziel des Kunstprojektes ist es, biografische Details zu den Personen, die ihren (letzten) freiwillig gewählten Wohnsitz in Köln hatten, zu dokumentieren, um damit ihr Andenken zu bewahren.
Anmerkung: Vielfach ist es jedoch nicht mehr möglich, eine lückenlose Darstellung ihres Lebens und ihres Leidensweges nachzuvollziehen. Insbesondere die Umstände ihres Todes können vielfach nicht mehr recherchiert werden. Offizielle Todesfallanzeigen aus den Ghettos, Haft-, Krankenanstalten sowie den Konzentrationslagern können oft Angaben enthalten, die die wahren Umstände des Todes verschleiern, werden aber unter der Beachtung dieses Umstandes mitdokumentiert.
| Bild                                               | Name sowie Details zur Inschrift                                                                                | Adresse                                                   | Zusätzliche Informationen |
| -------------------------------------------------- | --- | --------------------------------------------------------- | --- |
| Stolperstein für Georg Reiter (Guntherstraße 119)  | Hier wohnte Georg Reiter (Jahrgang 1887) Misshandelt in U-Haft Recklinghausen Tot 1. März 1936                  | Guntherstraße 119 (Standort)                              | Der Stolperstein erinnert Georg Reiter, geboren am 27. Mai 1887. Georg Reiter war Bäcker und Gewerkschaftssekretär. Von 1920 bis 1933 lebte er in Köln. Nach einer willkürlichen Verhaftung durch die SA starb er in Recklinghausen an Misshandlungen in der Untersuchungshaft. 1966 wurde in Köln-Ossendorf die Georg-Reiter-Straße nach ihm benannt.          |
| Stolperstein für Charlotte Samuelsdorff (Utehof 1) | Hier wohnte Charlotte Samuelsdorff (Jahrgang 1921) Deportiert 1942 Ermordet im besetzten Polen                  | Utehof 1 (Verlegestelle Ecke Nibelungenstraße) (Standort) | Der am 22. Oktober 2015 verlegte Stolperstein erinnert an Charlotte Samuelsdorff, geboren am 20. August 1921 in Köln. Charlotte Samuelsdorff war die Tochter von Gertrud Samuelsdorff. Gemeinsam wurden sie am 16. Juni 1942 in das Generalgouvernement deportiert. Ihre Spur verliert sich im dortigen Distrikt Lublin. Vermutlich starben sie im KZ Majdanek. |
| Stolperstein für Gertrud Samuelsdorff (Utehof 1)   | Hier wohnte Gertrud Samuelsdorff, geb. Schallenberg (Jahrgang 1892) Deportiert 1942 Ermordet im besetzten Polen | Utehof 1 (Verlegestelle Ecke Nibelungenstraße) (Standort) | Der am 22. Oktober 2015 verlegte Stolperstein erinnert an Gertrud Samuelsdorff, geboren am 1. Oktober 1892 in Köln. Gertrud Samuelsdorff war die Mutter von Charlotte Samuelsdorff. Gemeinsam wurden sie am 16. Juni 1942 in das Generalgouvernement deportiert. Ihre Spur verliert sich im dortigen Distrikt Lublin. Vermutlich starben sie im KZ Majdanek.    |

## Quelle
- NS-Dokumentationszentrum - Stolpersteine | Erinnerungsmale für die Opfer des Nationalsozialismus (Stadtteilliste Mauenheim)